# Geprepareerde gitaar

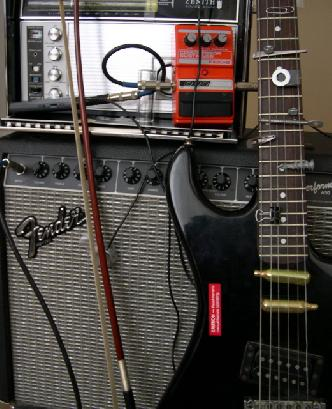
Een geprepareerde gitaar

Een geprepareerde gitaar of prepared guitar is een gitaar waarvan het timbre veranderd wordt door diverse voorwerpen op of tussen de snaren van het instrument te plaatsen. Deze werkwijze wordt soms ook tabletop guitar genoemd, omdat veel gitaristen het instrument niet op de gebruikelijke manier vasthouden, maar op een tafel of standaard plaatsen om het te bespelen. Deze extended technique wordt zowel in de modern-klassieke muziek als in de noiserock gebruikt.

## Geschiedenis
De methode werd ontwikkeld in de jaren zestig van de 20e eeuw, door Keith Rowe, geïnspireerd op John Cage' geprepareerde piano. Het duo Elgart/Yates schreef het boek Guitar Preparation Techniques over de geprepareerde gitaar. In de jaren zeventig en tachtig gebruikten musici als Fred Frith, Glenn Branca en Sonic Youth geprepareerde gitaren. De techniek werd aanvankelijk, net als de geprepareerde piano, toegepast om een aleatorisch element in de compositie te brengen maar leidde tevens tot de ontwikkeling van de 3rd bridge-gitaar.

## Bespelers
- Glenn Branca
- Fred Frith
- Thurston Moore
- Lee Ranaldo
- Keith Rowe